# Plzeň hlavní nádraží
Plzeň hlavní nádraží a csehországi Plzeň város vasútállomása. Fontos vasúti csomópont, öt vasúti vonal (160, 170, 180, 183, 190) találkozik itt. A vonatok innen továbbközlekedhetnek München vagy Prága felé.

## Vasútvonalak
Az állomást az alábbi vasútvonalak érintik:
- Prága–Plzeň-vasútvonal
- Furth im Wald–Plzeň-vasútvonal
- Plzeň–Žatec-vasútvonal
- Plzeň–Železná Ruda-vasútvonal
- České Budějovice–Plzeň-vasútvonal

## Kapcsolódó állomások
A vasútállomáshoz az alábbi állomások vannak a legközelebb: 
- Plzeň-Jižní Předměstí (Cheb, Plzeň–Cheb-vasútvonal)
- Plzeň zastávka (Klatovy (train station), Plzeň–Železná Ruda-vasútvonal)
- Plzeň-Jižní Předměstí (Furth im Wald, Furth im Wald–Plzeň-vasútvonal)

## Nevezetes vonatok
- Albert Einstein EuroCity - München-Prága viszonylaton, napi két járatpár.